# Èriador

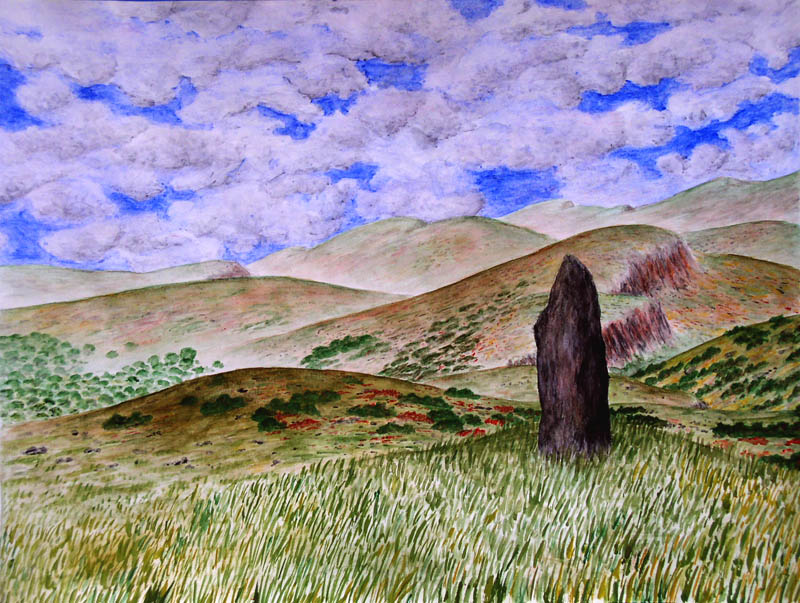
Il·lustració representant aquesta zona.

Èriador (síndarin: la terra solitària) és una extensa regió de la Terra Mitjana, el món fictici creat per J. R. R. Tolkien.
Durant la Segona Edat, i segurament abans, fou una regió molt boscosa, però els dúnedain en tallaren una gran part per a la construcció de vaixells. Gran part d'aquests territoris, als inicis de la Tercera Edat, formaven el regne d'Àrnor, el qual posteriorment es va dividir en els regnes rivals de Rhudaur, Arthedain i Càrdolan. La Comarca ocupava part del regne d'Arthedain, mentre que Bree i altres poblacions veïnes estaven a la vora de Càrdolan. Els tumularis habiten als antics cementiris construïts a la Primera Edat pels edain quan viatjaven cap a Beleríand. Altres llocs importants a Èriador són Rivendell, les Rades Grises i els regnes abandonats d'Erégion i Àngmar.
Quan la Guerra de l'Anell, Èriador estava despoblada, excepte per La Comarca, Bree, Rivendell, les Rades Grises, la part sud de Rivendell, i alguns poblets de l'oest d'Èriador. També hi havia algunes comunitats de nans a les mines d'Èred Luin, i petites poblacions d'enemics de Númenor sobrevivint al sud de Minhíriath.
Les seves fronteres són:
- A l'est, les Muntanyes Boiroses.
- Al nord, la badia gelada de Forochel, que va inundar part de la terra de Mórgoth després de la Guerra de la Ira.
- A l'oest, les muntanyes d'Èred Luin o Èred Lindon (Muntanyes Blaves).
- Als sud, els rius Glànduin i Curs-gris i la terra d'Enedwaith. Després de la Guerra de la Ira, part de la fontera sud-oest al llarg de la costa de Belegaer.

Èriador té una extensió de 960 quilòmetres del nord al sud, i 1120 d'est a oest. Està creuada per la carretera Est-Oest, que va de Rivendell a les Rades Grises, i per la Carretera Verda (del nord al sud, comunicant els regnes d'Àrnor i de Góndor). Com a rius importants de la regió hi ha el Lun (Lhûn en èlfic), el Brandivín (Barànduin), i el Curs-gris (Gwathló).